# Słubice (gmina, Lubusz)
Pour les articles homonymes, voir Słubice (homonymie).
Słubice est une gmina urbaine-rurale (gmina miejsko-wiejska) ou mixte de la powiat de Słubice, dans la Voïvodie de Lubusz, dans l'ouest de la Pologne, sur la frontière avec l'Allemagne.
Son siège administratif (chef-lieu) est la ville de Słubice, qui se situe environ 63 km au sud-ouest de Gorzów Wielkopolski (capitale de la voïvodie) et 79 km au nord-ouest de Zielona Góra (siège de la diétine régionale).
La gmina couvre une superficie de 185,42 km2 pour une population de 20 039 habitants en 2011 avec une population de 18 148 habitants pour la ville de Słubice et 2 527 habitants pour la partie rurale.

## Histoire
De 1975 à 1998, la gmina est attachée administrativement à la voïvodie de Gorzów.

Depuis 1999, elle fait partie de la voïvodie de Lubusz.

## Géographie
Hormis la ville de Słubice, la gmina inclut les villages et localités de :

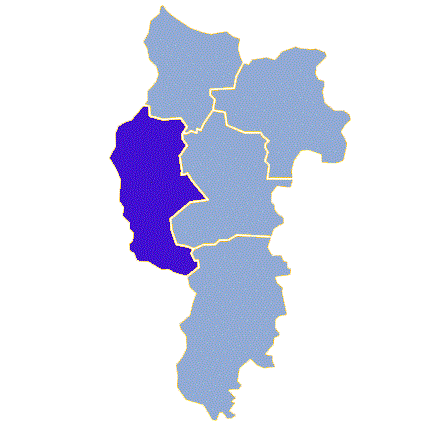
Plan de la gmina

- Drzecin
- Golice
- Kunice
- Kunowice
- Łazy Lubuskie
- Lisów
- Nowe Biskupice
- Nowy Lubusz
- Pławidło
- Rybocice
- Stare Biskupice
- Świecko

### Gminy voisines
La gmina de Słubice est voisine des gminy suivantes :
- Cybinka
- Górzyca
- Rzepin

Elle est également frontalière de l'Allemagne.

## Structure du terrain
D'après les données de 2002, la superficie de la commune de Słubice est de 185,42 kilomètres carrés, répartis comme tels :
- terres agricoles : 45%
- forêts : 37%

La commune représente 18,55% de la superficie du powiat.